# Emma Söderberg
Emma Söderberg, född 18 februari 1998 i Örnsköldsvik, är en svensk ishockeyspelare (målvakt) som spelar för PWHL Boston. Söderberg medverkar i svenska damlandslaget och har spelat i VM för Sverige 2022, 2023 och 2024. Vid VM 2023 fick hon plats i all star-laget. Hon spelade även för svenska damlandslaget i OS 2022.